# Enrico Quaranta
Enrico Quaranta (San Pietro al Tanagro, 2 gennaio 1928 – Napoli, 16 marzo 1984) è stato un politico italiano.

## Biografia
Enrico Quaranta nacque il 2 gennaio del 1928 a San Pietro al Tanagro; nel suo comune rivestì i ruoli di consigliere e di sindaco. Alle elezioni politiche del 1963 fu eletto deputato della Repubblica, venendo confermato nel 1968, nel 1972 e nel 1976 per quattro legislature, in un periodo cumulativo di oltre 16 anni. Negli anni successivi fu nominato anche vicepresidente dell'Organizzazione Mondiale del Turismo. 
Alle elezioni politiche del 1979 venne invece eletto Senatore della Repubblica. Nel dicembre 1982 fu nominato Sottosegretario di Stato al Ministero dei Lavori Pubblici nel V Governo Fanfani, formato dalla coalizione del Pentapartito, che ha governato l'Italia per oltre un decennio (dagli anni ottanta fino ai primi anni novanta). In seguito alle elezioni politiche del 1983, in cui fu confermato senatore, entrò nella compagine governativa del I Esecutivo Craxi in qualità di Sottosegretario di Stato alla Presidenza del Consiglio dei Ministri dal 9 agosto 1983 al 16 marzo 1984, giorno della sua improvvisa morte in seguito a un intervento chirurgico, all'età di 56 anni.
Di orientamento socialdemocratico e di stampo riformista, ha fatto parte del Gruppo del Partito Socialista Italiano guidato da Giacomo Mancini prima e Bettino Craxi poi dal 1969, anno della fine dell'esperienza del Partito Socialista Unitario (Partito Socialista Democratico Italiano e Partito Socialista Italiano), fino al 16 marzo 1984, per 15 anni. È stato membro della 6ª Commissione permanente (Finanze e Tesoro) dal 9 agosto 1983 al 10 agosto 1983 e membro della 11ª Commissione permanente (Lavoro e Previdenza sociale) fino al 16 marzo 1984. Dopo la morte, il suo seggio al Senato venne occupato da Francesco Iannelli